# Srdžba
Srdžba je osjećaj, još jedan stupanj bijesa. Kad se dijete kad ne dobije željeno (željenu stvar ili nešto nematerijalno) počinje bacati po podu, vršitati i na druge načine izražavati svoj bijes, to ponašanje zovemo srdžbom.